# Estación del Arte (métro de Madrid)
Estación del Arte, anciennement Atocha (de 1921 à 2018), est une station de la ligne 1 du métro de Madrid, en Espagne. Elle est établie sous la place de l'Empereur-Charles-Quint, à la jonction des arrondissements du Centre, du Retiro et d'Arganzuela, à Madrid.

## Situation sur le réseau

Plan du réseau.

Établie en souterrain, Estación del Arte est une station de passage de la ligne 1 du métro de Madrid. Elle est située entre la station Antón Martín, en direction du terminus Pinar de Chamartín, et la station Atocha, en direction du terminus Valdecarros,. 
Elle dispose des deux voies de la ligne encadrées par deux quais latéraux.

## Histoire
La station, alors dénommée Atocha, est mise en service le 26 décembre 1921, lors de l'ouverture à l'exploitation du premier prolongement de la ligne 1 depuis Sol afin de desservir la gare du Midi. Elle est nommée en référence à la rue éponyme située au-dessus, elle permet alors des correspondances avec la gare ferroviaire de Mediodía.
Elle demeure terminus de la ligne jusqu'au 8 mai 1923 quand est mis en service le prolongement jusqu'à Puente de Vallecas au sud-est. Son nom est celui du quartier d'Atocha.
En 2007, elle fait l'objet d'une rénovation des quais dont les revêtements muraux sont remplacés. 
Le 1er décembre 2018, la station est renommée Estación del Arte en raison de sa proximité avec les principaux musées de la ville et afin de supprimer la confusion possible avec la gare homonyme (desservie par la station Atocha Renfe.

## Services aux voyageurs

### Accès et accueil
La station possède deux accès équipés d'escaliers et n'est pas accessible aux personnes à mobilité réduite. Située en zone A, elle est ouverte de 6 h 0 à 1 h 30.

### Desserte
Estación del Arte est desservie par les rames de la ligne 1 du métro de Madrid.

Installations et desserte
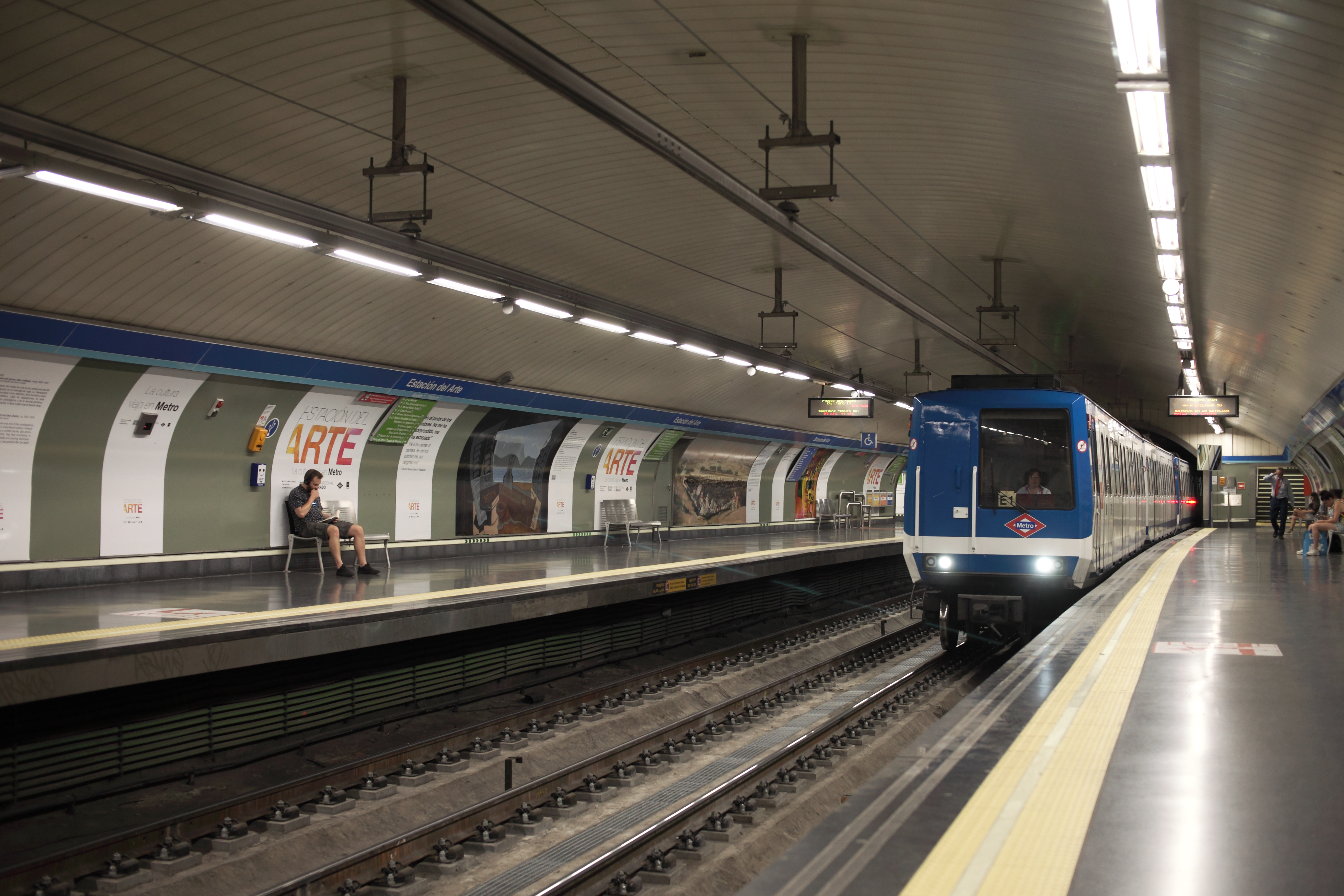

### Intermodalité
À proximité, des arrêts de bus urbains EMT sont desservis par les lignes : diurnes 6, 10, 14, 26, 27, 32, 34, 37, 45, 59, E1, C2 ; et nocturnes N9, N10, N11, N12, N13, N14, N15, N17, N25, N26.

## À proximité
Les deux principaux monuments les plus proches de la station sont le musée national centre d'art Reina Sofía et l'immeuble du ministère de l'Agriculture, situé de l'autre côté de la place de l'Empereur-Charles-Quint. Le Jardin botanique royal et le parc du Retiro sont situés à proximité. Enfin un peu plus loin, s'élèvent les musées du Prado et Thyssen-Bornemisza.